# Brackenholme with Woodhall
Brackenholme with Woodhall var en civil parish från 1866 till 1935 då den blev en del av Hemingbrough, i grevskapet East Riding of Yorkshire (nu North Yorkshire), i England. Civil parishen var belägen 8 kilometer från Selby och hade 92 invånare år 1931.